# Axians
Axians ist eine weltweit operierende Unternehmensgruppe für Informations- und Kommunikationstechnik von Vinci Energies, die zum börsennotierten französischen Konzessions- und Baukonzern Vinci gehört. In Deutschland tritt Axians als Unternehmensgruppe auf, die Cloud- und Data-Center-Infrastrukturen, Cybersicherheit, Unternehmens- und Breitbandnetze, IoT-Lösungen, Managed Services sowie führende Software für Abfallwirtschaft, Schüttgutindustrie, technischen Service und die öffentliche Verwaltung anbietet. In der Schweiz besteht das Kerngeschäft aus Cloud Services, Managed Services, Consulting sowie System Integration und Support-Dienstleistungen. International beschäftigt Axians rund 16.000 Mitarbeiter in 37 Ländern, in Deutschland arbeiten 2.706 Mitarbeiter für die Gruppe, In der Schweiz sind es 881 Mitarbeiter an über 22 Standorten.

## Geschäftsbereiche
Das Portfolio der Unternehmensgruppe gliedert sich in vier Geschäftsbereiche:
| Geschäftsbereich                          | Inhalte |
| ----------------------------------------- | --- |
| IT & Managed Services                     | IT-Infrastruktur, Beratung und Services, IT-Betrieb, Cybersecurity sowie Netzwerktechnologie für Unternehmen (LAN, WLAN, WAN, 5G-Services) und Carrier (Access-, Metro- und Backbone-Netze)                                     |
| Business Application & Data Analytics     | Entwicklung, Bereitstellung und den Betrieb von Softwarelösungen und Apps für Smart Government und Smart Waste Management. Das Portfolio umfasst die Entwicklung, Bereitstellung und den Betrieb von Softwarelösungen und Apps. |
| Fixed Networks                            | Planung, Bau und Betrieb von Festnetz- und Verkehrswege-Infrastrukturen inkl. Glasfasernetzen (FTTB / FTTC / FTTH) |
| Mobile Networks & Infrastructure Services | Planung, Bau und Betrieb von Mobilfunkinfrastrukturen (4G+, 5G, LoRa), Kabelarbeiten, Stromversorgungen, Netzwerk-Systemtechnik, Gesamtlösungen für 5G-Campusnetze und Smart-City-Anwendungen mit LoRaWAN-Breitbandnetzen       |

## Struktur in Deutschland
Axians in Deutschland umfasst 19 eigenständige Firmen, von welchen 12 die Bezeichnung des Netzwerks im Namen führen:
- Axians Athos GmbH
- Axians Cloud & IT-Automation GmbH
- Axians Digital Business Solutions GmbH
- Axians eWaste GmbH
- Axians GA Netztechnik GmbH
- Axians hamcos GmbH
- Axians Industrial Applications & Services GmbH
- Axians IKVS GmbH
- Axians Infoma GmbH
- Axians IT Business Solutions GmbH
- Axians Networks & Solutions GmbH
- Axians Public Consulting GmbH
- CITYCOMP Service GmbH
- CHB Elektro & Fernmeldebau GmbH
- Fernmelde-Montage Gotha GmbH
- FFK Kabel- und Rohrleitungstiefbau GmbH
- OFM Communications GmbH & Co. KG[7]
- OFM Netzwerk & Systemtechnik GmbH[8]
- Rhön-Montage Fernmeldebau[9]

## Struktur in der Schweiz
In der Schweiz ist Axians an mehr als 20 Standorten, in allen Sprachregionen, vertreten.
- Axians Amanox AG[11]
- Axians IT Services AG
- Axians Schweiz AG
- Axians Infoma Schweiz AG
- Axians müllerchur AG[12]

Das Portfolio von Axians in der Schweiz untergliedert sich in die Kompetenzfelder IT-Infrastrukturen, Cloud, Managed IT Services, Cyber Security, Telekommunikationsinfrastrukturen und Public Software. Die Axians Schweiz AG ist 2019 aus der Zusammenführung der Axians Micatel AG und der Axians Broger AG entstanden. Die Axians Schweiz AG ist hauptsächlich im Bereich der Netzinfrastruktur für schweizerische Telekommunikations-Unternehmen tätig. In der per 1. Januar 2022 neu gegründeten Axians IT Services AG wurde das Leistungsportfolio der beiden Vorgängerunternehmen Axians redtoo AG und Axians GNS AG konsolidiert.

## Struktur in Österreich
In Österreich ist Axians unter dem Namen Axians ICT Austria mit mehr als 400 Mitarbeitern an sechs Standorten (Linz, Wien, Graz, Salzburg, Innsbruck, Dornbirn) tätig. Seit Jahresbeginn 2024 ist Bernhard Leitner Geschäftsführer von Axians ICT Austria.
Axians ist in Österreich Mitglied der Plattform Industrie 4.0. Innerhalb der Plattform engagiert sich Axians im Bereich künstlicher Intelligenz.

## Belege
1. ↑  Bereich "About us" auf der Website von Axians (englischsprachig, abgerufen am 18. Januar 2019).
2. ↑  Management-Wechsel: Axians Deutschland richtet Struktur und Management auf weiteres Wachstum aus (deutschsprachig, abgerufen am 28. Januar 2025).
3. 1 2 3  Bereich "Über uns" auf der Website von Axians (deutschsprachig, abgerufen am 26. Juni 2024).
4. ↑  "Axians sieht sich als Systemhaus mit erweitertem Gen-Pool", Bericht auf it-business.de vom 8. Februar 2022 (abgerufen am 17. November 2022). Außerdem: “Edge Computing, Managed Services und 5G”, Bericht auf it-business.de vom 11. Januar 2019 (abgerufen am 1. April 2019).
5. ↑  Profil - Unternehmen der Axians in der Schweiz. In: Axians Schweiz. Abgerufen am 23. Oktober 2020 (deutsch).
6. ↑  About Us - Axians. Abgerufen am 26. Juni 2024.
7. ↑  Der Breitbandspezialist OFM wird Teil der Axians-Gruppe. Abgerufen am 24. Januar 2020.
8. ↑  Der Breitbandspezialist OFM wird Teil der Axians-Gruppe. Abgerufen am 24. Januar 2020.
9. ↑  VINCI Energies übernimmt die Rhön-Montage Gruppe. 9. September 2022, abgerufen am 26. Juni 2024.
10. 1 2  Standorte - Axians CH. Abgerufen am 17. November 2022.
11. ↑  Die Marke S&T wird in 10 Ländern zu Axians. Abgerufen am 26. Juni 2024.
12. ↑  InsideIT. Abgerufen am 23. Oktober 2020.
13. ↑  Registerauszug Axians Schweiz AG. In: Lixt. Lixt, 2017, abgerufen am 17. November 2022.
14. ↑  Handelsregistereintrag Axians IT Services AG. 2021, abgerufen am 17. November 2022.
15. ↑  Zahlen und Fakten im Überblick - Axians ICT Austria. Abgerufen am 22. Januar 2021.
16. ↑  Edgar Reiter neuer CEO von Axians ICT Austria. Archiviert vom Original (nicht mehr online verfügbar) am 28. Januar 2021; abgerufen am 22. Januar 2021.
17. ↑  „AI for GOOD“: Wenn der Mensch mit der Maschine … 16. Oktober 2020, abgerufen am 22. Januar 2021.